# Cheo cheo Nam Dương
Cheo cheo Nam Dương hay còn gọi cheo cheo kanchil (danh pháp khoa học: Tragulus kanchil) là một loài động vật có vú thuộc họ Cheo cheo, bộ Guốc chẵn. Tại Việt Nam, cheo cheo sinh sống từ Lạng Sơn đến Tây Ninh.

## Từ nguyên
Về danh pháp khoa học, trong tiếng Mã Lai hoặc tiếng Indonesia kancil có hai nghĩa "cheo cheo" và "người khôn ngoan". Tên loài Tragulus hợp bởi hai phần: Tragos là "con dê" trong tiếng Hy Lạp và –ulus là "nhỏ bé" trong tiếng Latin.
Về tên loài, Nam Dương là tên gọi cũ trong tiếng Việt của Indonesia.

## Đặc điểm
Cheo cheo Nam Dương là động vật guốc chẵn nhỏ nhất, với ngoại hình giống hoẵng và hươu, nhưng không có tuyến lệ. Toàn thân phủ lông màu nâu đỏ, bộ lông bóng mượt, vùng ngực và dưới bụng có 3 vệt lông trắng song song với thân, lông cheo mịn, ngắn và bóng mượt. Con đực và con cái đều không có sừng, nhưng một số con trưởng thành lại có răng nanh chìa ra bên mép, con đực có răng nanh dài hơn con cái, răng nanh hàm trên phát triển thò ra ngoài miệng.
Cheo cheo Nam Dương là loài động móng guốc nhỏ nhất thế giới. Là loài thú móng guốc nhỏ nhất trong họ Cheo cheo Tragulidae, thân dài khoảng 0,4 - 0,5m, trọng lượng trung bình 1300 - 2300g. Khuôn mặt cheo cheo Nam Dương khá giống con chuột, bốn chân gầy nhẳng như que củi, kích thước không lớn hơn một con mèo nhà.
Dạng ngoài hơi giống hoẵng. Đực, cái đều không có sừng, không có tuyến trước ổ mắt, răng nanh mọc dài ngoài mép (đực dài hơn), thiếu răng cửa trên. Chi rất mảnh, ngón 3, 4 phát triển. Bộ lông ngắn, mịn, đồng màu nâu đỏ ở mặt trên và mặt bên, thẫm ở dọc giữa lưng, nhạt dần ở hai bên, dọc gáy có vệt lông đen. Dưới cằm và họng có 2 vệt trắng chung gốc, 1 vệt dọc giữa tự do; đuôi lông xù, mặt trên màu giống lưng, mặt dưới trắng nhạt..

## Sinh học, sinh thái
Cheo cheo ăn lá, chồi, thân non, hoa, quả, hạt, củ, cỏ, nấm. Thức ăn ưa thích là quả. Cheo cheo cũng ăn côn trùng (sâu, nhộng), xác động vật. Cheo cheo ghép đôi vào tháng 9-12 hàng năm, đẻ từ tháng 1 - 9, đẻ nhiều vào tháng 5-7. Cheo cheo mang thai 120 ngày, năm đẻ 1 lứa/1 con. Cheo cheo ưa sống đơn độc, chỉ ghép đôi thời kỳ động dục, hay ở rừng thưa, cũng có ở rừng già, ưa nơi bằng phẳng, khô ráo, có nhiều bụi rậm và có tầng cỏ quyết phát triển, trú ngụ trong các gốc cây to, bụi rậm. Hoạt động chủ yếu về đêm, từ 19h-23h, mạnh nhất 20h-22h. Nơi vắng cũng có thể gặp cheo cheo vào buổi sáng (5h-7h).
Cheo cheo là động vật sống và kiếm ăn đơn độc, nó có khả năng thích nghi với nhiều môi trường khác nhau nhưng chủ yếu là trong rừng, rẫy. Cheo cheo kiếm ăn ban ngày và đêm theo đường nhỏ hoặc trong khu vực riêng có cây rậm rạp bao phủ. Cheo cheo có tính nhút nhát, khi gặp kẻ thù nhảy trốn rất nhanh. Mùa động dục và nuôi con sống ghép đôi giao phối vào khoảng tháng sáu và tháng bảy. Trước khi giao phối con cái dùng chân sau gõ xuống đất 8 lần trong vòng 3 giây báo cho con đực biết. Loài thú này mang thai khoảng 140 ngày. Mỗi lần đẻ một con vào cuối mùa mưa khi thức ăn dồi dào.

## Phân bố
Cheo cheo Nam Dương phân bố rộng rãi ở khắp khu vực Đông Nam Á và vùng phụ cận gồm Ấn Độ, Myanmar (phía nam), Brunei, Campuchia, Trung Quốc (phía nam Vân Nam), Indonesia (Kalimantan, Sumatra, Borneo, Java và một số đảo nhỏ), Lào, Malaysia (bán đảo Malaya, Sarawak và các đảo nhỏ), Singapore, Thái Lan và Việt Nam (Lạng Sơn, Vĩnh Phú, Thanh Hóa, Nghệ An, Hà Tĩnh, Quảng Bình, Quảng Trị, Thừa Thiên-Huế, Gia Lai, Kontum, Đắk Lắk, Lâm Đồng, Đồng Nai, Tây Ninh).

## Giá trị
Cheo cheo là loài thú hiếm, dễ nuôi làm cảnh, nuôi ở các vườn thú, về khoa học, Cheo cheo là loài thú móng guốc nhỏ nhất, chỉ còn tồn tại ở rừng nhiệt đới Đông Nam Á. Cheo cheo chúng được chọn nuôi làm cảnh ở nhiều nơi trên thế giới do dáng vẻ đáng yêu của chúng. Nhiều tin đồn vô căn cứ cho rằng cheo cheo ngâm rượu sẽ có công dụng giúp cải thiện sinh lý nam giới, chữa nhiều bệnh nan y, khiến thị trường chợ đen săn lùng cheo cheo Nam Dương. Dẫn đến nạn tuyệt chủng động vật hoang dã.

## Bảo tồn
Tại Việt Nam, ở các tỉnh phía Bắc, cheo cheo gần như tuyệt chủng, ở các tỉnh phía Nam, diện tích nơi cư trú đang giảm mạnh, hiện còn ước khoảng 2000 km², chủ yếu ở Tây Nguyên. Số lượng cá thể ước tính còn dưới 10000 con, mỗi năm có thể giảm sút 3 - 4%.. Phân hạng: VU A1a,d C1. Biện pháp bảo vệ: Sách đỏ Việt Nam năm 2000 xếp bậc V. Nhà nước chưa có văn bản bảo vệ

## Thay đổi về phân loại
Theo sách đỏ Việt Nam từ năm 2000 đến 2004, cho rằng chi Tragulus chỉ gồm 2 loài, danh pháp Tragulus javanicus được dành cho cheo cheo Nam Dương, ghi chép phân bố trên khắp lãnh thổ Việt Nam, trải dài từ Lạng Sơn đến Tây Ninh.
Tuy nhiên, từ năm 2004 đến nay, phân loại sinh học thay đổi, giới khoa học phân chia chi Tragulus thành 6 loài khác nhau, danh pháp T. javanicus được chuyển sang dành cho cheo cheo Java, không còn dành cho cheo cheo Nam Dương. Sách đỏ thế giới IUCN công nhận loài T. javanicus chỉ phân bố trên đảo Java.
Trong báo cáo công bố năm 2004 của Meijaard E. và Groves C. P., ghi nhận tại Việt Nam có 2 loài là:
- T. kanchil (thuộc nhóm loài T. javanicus), nhưng trong nhóm này thì loài T. javanicus chỉ phân bố hạn chế trên đảo Java.[6]
- T. versicolor (theo truyền thống thường xem là phân loài của T. napu). Sinh sống tại Khánh Hòa, đặc hữu Việt Nam. Điểm cần lưu ý, theo các tác giả thì T. versicolor khác biệt so với cả hai nhóm loài T. napu và T. javanicus.[7]

Cuốn Danh lục các loài thú hoang dã Việt Nam (2008) ghi nhận có 2 loài cheo cheo Nam Dương (Tragulus kanchil) và cheo cheo Việt Nam (Tragulus versicolor) với chú thích các sách của Việt Nam trước đây đã định danh cheo cheo Nam Dương là Tragulus javanicus, đồng nghĩa với Tragulus kanchil nhưng bây giờ đó là 2 loài khác nhau.